# Villadia imbricata
Villadia imbricata es una especie de la familia de las crasuláceas, comúnmente llamadas, siemprevivas, conchitas o flor de piedra (Crassulaceae), dentro del orden Saxifragales en lo que comúnmente llamamos plantas dicotiledóneas, aunque hoy en día se agrupan dentro de Magnoliopsida. El nombre del género fue dado en honor al Dr. Manuel Villada (1841 – 1924), quien fuera médico, botánico y editó de la revistas “La Naturaleza”, la especie V. imbricata, hace referencia a las hojas imbricadas de la planta que se sobreponen o se traslapan unas con otras.

## Clasificación y descripción
Planta de la familia Crassulaceae. Planta cespitosa, ramas estériles poco ramificadas, de 2-6 cm de largo; hojas densamente imbricadas y apresadoras, ovadas, agudas, sésiles, aquilladas en el dorso, de 5-6 mm de largo, finamente tuberculadas. Inflorescencia en espiga, corta y compacta, sépalos similares a las hojas, pétalos blancos de 4-5 mm de largo, tubo de más o menos 1.5 mm de largo. Cromosomas n= 12.

## Distribución
Aparentemente endémica de México en el estado de Oaxaca: Los Reyes, entre Teotitlán y Huautla, cañón de Tomellín en Puebla. En el sitio de Trópicos se registran ejemplares de Perú, lo cual podría deberse a un error de identificación. Localidad tipo: Oaxaca: Los Reyes.

## Ambiente
No se tienen datos sobre sus afinidades ecológicas.

## Estado de conservación
No se encuentra catalogada bajo algún estatus o categoría de conservación, ya sea nacional o internacional.